# Tolkmicko (gmina)
Tolkmicko – gmina miejsko-wiejska w województwie warmińsko-mazurskim, w powiecie elbląskim. W latach 1975–1998 gmina położona była w województwie elbląskim. Siedzibą gminy jest Tolkmicko.
Według danych z 30 czerwca 2004 gminę zamieszkiwało 6631 osób. Natomiast według danych z 31 grudnia 2019 roku gminę zamieszkiwało 6571 osób.

## Struktura powierzchni
Według danych z roku 2002 gmina Tolkmicko ma obszar 225,3 km², w tym:
- użytki rolne: 20%
- użytki leśne: 25%

Gmina stanowi 15,75% powierzchni powiatu.

## Demografia

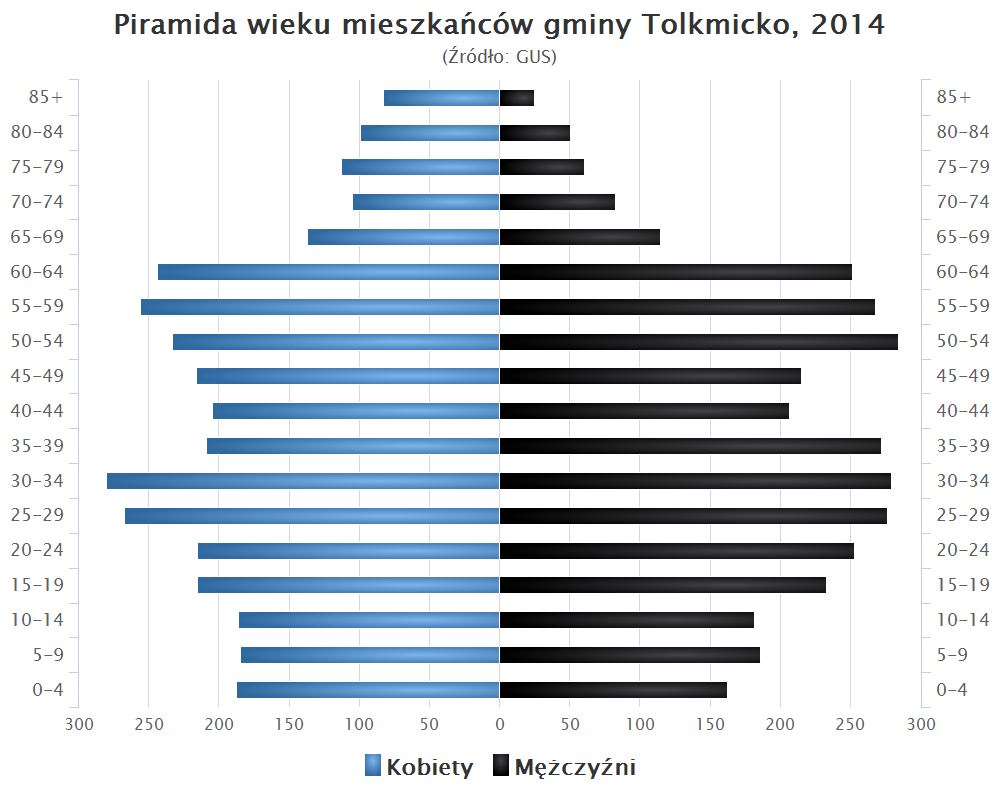
Piramida wieku mieszkańców gminy Tolkmicko w 2014 roku

Dane z 30 czerwca 2004:
| Opis                              | Ogółem | Ogółem | Kobiety | Kobiety | Mężczyźni | Mężczyźni |
| --------------------------------- | ------ | ------ | ------- | ------- | --------- | --------- |
| jednostka                         | osób   | %      | osób    | %       | osób      | %         |
| populacja                         | 6631   | 100    | 3350    | 50,5    | 3281      | 49,5      |
| gęstość zaludnienia (mieszk./km²) | 29,4   | 29,4   | 14,9    | 14,9    | 14,6      | 14,6      |

## Ochrona przyrody
- Dąb Bażyńskiego (pomnik przyrody)
- Park Krajobrazowy Wysoczyzny Elbląskiej
- Rezerwat przyrody Buki Wysoczyzny Elbląskiej
- Rezerwat przyrody Kadyński Las
- Rezerwat przyrody Zatoka Elbląska

## Sąsiednie gminy
Elbląg (miasto), Elbląg, Frombork, gmina miejska Krynica Morska, Milejewo, Młynary, Sztutowo